# Асиметрична война
Асиметрична война е военен термин за война, при която военните способности или приетите методи за сражение не съответстват при двете воюващи групи. По този начин по-слабата страна е принудена да използва своите преимущества по-интензивно или да уязви противника в слабите му страни, за да има шанс да спечели конфликта.